# Sébastien Louis Saulnier
Pour les articles homonymes, voir Saulnier.
Sébastien-Louis Saulnier, né à Nancy le 29 janvier 1790, mort le 23 octobre 1835 à Saint-Jean-de-la-Ruelle, est auditeur au Conseil d'État en 1811, administrateur de la province de Minsk en 1812 et commissaire général de la police à Lyon en 1813. 
Pendant les Cent-Jours il est successivement  préfet de Tarn-et-Garonne et de préfet de l'Aude
Sous la Restauration, il contribue à plusieurs publications périodiques, et fonde la Revue britannique. En 1830, il devient préfet de la Mayenne, et ensuite brièvement préfet de police en septembre-octobre 1831, avant d'être nommé préfet du Loiret en novembre 1831. 
C'est lui qui chargea Claude Lelorrain de ramener le zodiaque de Denderah à Paris, qui fut acheminé d’Égypte en 1821.
Après de multiples péripéties racontées dans son livre Notice sur le voyage de M. Lelorrain, en Égypte; et observations sur le Zodiaque circulaire de Denderah, publié chez Sétier, en 1822 le zodiaque fut vendu par Saulnier à Louis XVIII, pour la somme de 150 000 francs, une somme sans précédent pour l'époque, pour un artefact qui n'était pas catholique.
Il meurt à Saint-Jean-de-la-Ruelle, banlieue d'Orléans, le 23 octobre 1835.

## Œuvres
- De la centralisation administrative en France, Paris, Dondey-Dupré, 1833, br. in-8°.
- Des finances des États-Unis comparées à celles de la France, Paris, Dondey-Dupré, 1833. Extrait de la Revue britannique.Fenimore Cooper a réfuté cet écrit.
- Des routes et des chemins de fer en France et des moyens de les améliorer, Paris, Dondey-Dupré, 1835, br. in-8°. Extrait de la Revue britannique.